# Zadraga
Zadraga je naselje v Občini Naklo.